# Université nationale de pédagogie de Daegu
L'Université nationale de pédagogie de Daegu (en hangul : 춘천교육대학교) est une université nationale de Corée du Sud située à Daegu. Elle a la charge de la formation des futurs enseignants du primaire et du secondaire.

## Histoire
L'établissement a été créé comme une école normale (대구사범학교) en 1950. De 1962 à 1963 il devient pendant 2 ans une composante de l'Université nationale de Kyungpook. En 1982 le cursus passe à 4 ans. Il obtient le statut d'université en 1993. Une faculté de 2e cycle universitaire est ouvert en 1995.